# 박노삼
박노삼은 롯데 자이언트에서 뛴 전 사이드암 투수다.

## 출신 학교
- 광주동성고등학교
- 경희대학교

## 같이 보기
- 1980년 롯데 자이언트 시즌